# 한국약용작물학회
한국약용작물학회(The Korean Society of Medicinal Crop Science, KSMS)는 약용작물학에 관한 이론 및 기술을 발전·보급시키고 학술과 산업을 연계시키며 회원 상호간의 친목을 도모함을 목적으로 설립된 대한민국의 학술단체이다. 사무실은 충청북도 음성군 소이면 비산리 80번지, 농촌진흥청 국립원예특작과학원 인삼특작부 내에 있다.

## 주요 사업
- 학술지, 기술정보지 및 도서의 간행
- 학술발표회, 강연회, 토론회 개최
- 약용작물학에 관한 지식보급 및 정보 교환
- 학술연구의 장려 및 표창
- 학계와 산업계간의 유대 강화
- 기타 이 회의 목적달성을 위하여 필요한 사업